# هاگن

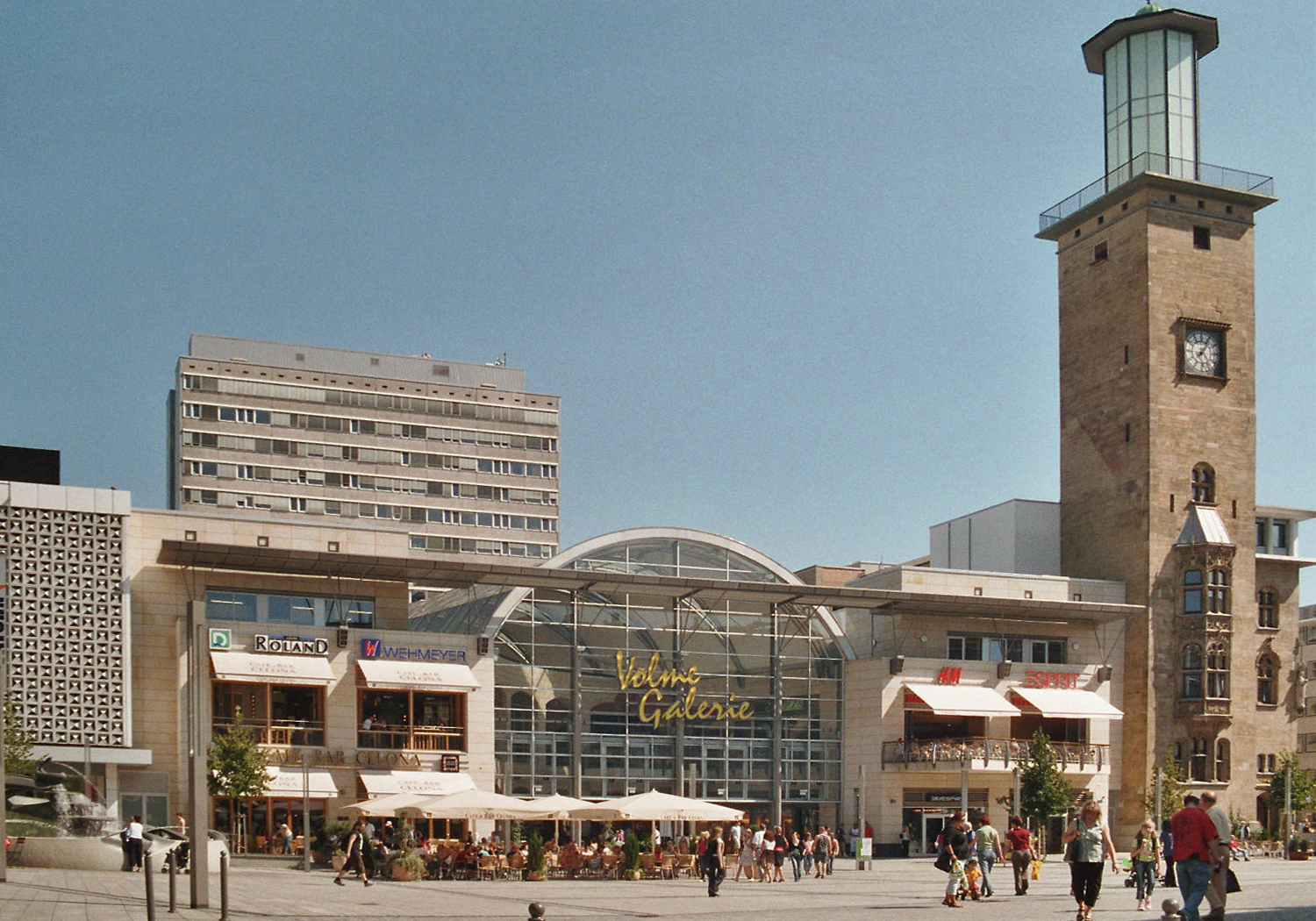
هاگن

هاگن یکی از شهرهای ایالت نوردراین-وستفالن آلمان می‌باشد. این شهر در ناحیهٔ شرقی منطقه رور، در ۱۵ کیلومتری جنوب دورتموند و در ساحل رودخانه‌های لین، والم و اینپ -که از رودخانه‌های منطقهٔ رور هستند- واقع شده‌است. جمعیت هاگن در سال ۲۰۰۷ بالغ بر ۱۹۷٬۴۵۶ بوده‌است که از این جهت، سی‌وهفتمین شهر پرجمعیت آلمان محسوب می‌شود.
دانشگاه هاگن به المانی Die Fernuniversität in Hagen بزرگ‌ترین دانشگاه از راه دور ایالت نوردراین-وستفالن و تنها
دانشگاه شهر هاگن می‌باشد.

## لقب شهر
لقب این شهر، شهر دانشگاه از راه دور می‌باشد